# Stępnica (Ortowice)
Stępnica – przysiółek wsi Ortowice w Polsce, położony w województwie opolskim, w powiecie kędzierzyńsko-kozielskim, w gminie Bierawa. 
W latach 1975–1998 przysiółek administracyjnie należał i nadal należy do województwa opolskiego.
Niektóre instytucje używają również zwyczajowej nazwy Stampnica, np. miejscowe leśnictwo używa tej nazwy zarówno w odniesieniu do miejscowej leśniczówki, jak i regionu (leśnictwo Stampnica w Nadleśnictwie Kędzierzyn).